# Râul Negomiru
Râul Negomiru sau Valea Racilor este un curs de apă, afluent al râului Jilț. 